# Прамнейское вино
Прамнейское вино (греч. Πράμνειος οἶνος) — сорт древнегреческого вина, упоминаемый в произведениях Гомера. Считается, что прамнейское вино первым упоминается в литературе среди вин с известной рецептурой.
Первоначально изготовлялись в горах Прамне / Прамна (греч. Πράμνος,  совр. греч. Όρος Αθέρας) (о. Икария), центре древнегреческого виноделия. Позднее, с расширением винодельческой культуры, прамнейским вином начали называть лучшие по качеству вина. 